# Hendrik Brocks
Hendrik Brocks (* 27. März 1942 in Sukabumi; † 8. März 2023 ebenda) war ein indonesischer Radrennfahrer.

## Sportliche Laufbahn
Hendrik Brocks nahm an den Olympischen Sommerspielen 1960 in Rom teil. Das olympische Straßenrennen konnte er nicht beenden; im Mannschaftszeitfahren belegte er mit dem indonesischen Team den 26. Rang. Bei den Asienspielen 1962 in Jakarta gewann er drei Goldmedaillen im Straßenradsport. Brocks gehörte zur Trainingsgruppe von Rolf Nitzsche, einem ehemaligen Radrennfahrer aus der DDR. Nitzsche arbeitete 1961 in Indonesien als Trainer und bereitete die Fahrer der Nationalmannschaft auf die Asienspiele 1962 vor.